# 마리아힐프
마리아힐프(독일어: Mariahilf)는 오스트리아 빈의 제 6구역이다.